# 静かな風
「静かな風」（しずかなかぜ）は、Non Stop Rabbitの楽曲。メジャー3作目、通算7作目のデジタル配信限定シングルとして、「TV size」音源がポニーキャニオンより2021年4月4日に各音楽配信サービスにてリリースされた。また、5月19日に発売されたメジャー1stシングル『三大欲求』にフルバージョンで収録されている。

## 概要
前作のシングル『推しが尊いわ』から約1か月ぶりのリリースとなり、TV sizeとしてのリリースは本作が初となる。今作は『ドラゴン、家を買う。』のエンディング主題歌として起用され、Non Stop Rabbitとしては初のアニメタイアップであり、アニメの為に田口達也が書き下ろした楽曲となっている。　
配信ジャケットは、メンバー3人がマイホーム用の土地探しをする勇者風の服装をしており、『ドラゴン、家を買う。』の世界観に合わせた写真となっている。
2021年3月30日放送の『Non Stop Radio〜真夜中の無料案内所〜生放送絶対やらかしますよSP』にて初オンエアされた。

## 収録内容
| #         | タイトル               | 作詞・作曲 | 編曲           | 時間 |
| --------- | ---------------------- | ---------- | -------------- | ---- |
| 1.        | 「静かな風 (TV size)」 | 田口達也   | 鈴木Daichi秀行 | 1:32 |
| 合計時間: | 合計時間:              | 合計時間:  | 合計時間:      | 1:32 |

## タイアップ
静かな風
TVアニメ『ドラゴン、家を買う。』エンディングテーマ